# Trg Luža, Dubrovnik
Trg Luža je osrednji mestni trg v Dubrovniku, Hrvaška
Od najstarejših dubrovniških časov je bilo središče javnega življenja na trg Luža. Na trgu se proti zahodu pričenja glavna dubrovniška ulica Placa (Stradun). S severne strani trga je palača Sponza, v sredini pa stoji Orlandov steber, postavljen 1414, z vklesanim likom vojaka - srednjeveškim simbolom svobodnega mesta. Na tem trgu so se objavljali vsi ukazi, odvijale so se razne svečanosti in izvrševale javne kazni. Desnica vojakove roke,ki je upodobljen na stebru, se je uporabljala kot uradna dolžinska mera (en lakat) v Dubrovniški republiki. Na južni strani trga stoji baročna cerkev sv. Blaža. Vzhodno stran trga Luže pa zapirajo Loža zvonarjev, zgrajena 1463, Mestni zvonik in poslopje Glavne straže, na katero se navezujeta še zgradbi Palača velikega sveta in Knežji dvorec.
Na prostoru med Mestnim zvonikom in palačo Sponza se nahaja stari zvonik Luža.
Po eksploziji smodnika 1435 v Knežjem dvorcu so zvonove za sklicevanje mestnih svetov premestili iz Knežjega dvorca v zvonik Lužo. Zvonovi na Luži so razen za sklicevanje svetov bili plat zvona tudi v primerih nevarnosti (požar, napadi sovražnika in drugo). Zvonik Luža je bil zgrajen 1463, povsem obnovljen pa 1952. Pod zvonikom so notranja mestna vrata zgrajena v gotskem slogu, tako imenovana vrata k carinarnici, skozi katera se s Placa pride do vrat s Polč, ali pa neposredno v staro mestno pristanišče.